# Passivação lixiviada
Passivação lixiviada é um processo muito usado por indústria da linha de duas rodas. Tem boa resistência à corrosão e deixa uma camada iridescente na cor branca, levemente amarelada.
Em hidrologia, um lixiviado ou água lixiviante é um efluente líquido que percola através da massa de resíduos sólidos urbanos confinada em aterro e que é resultante da água contida nos resíduos adicionada à que é proveniente da precipitação.